# Windows SteadyState
Windows SteadyState è un tool distribuito gratuitamente da Microsoft che permette a un amministratore di aule informatiche scolastiche, Cybercafe o computer connessi a internet per il pubblico, di gestirli, creando utenti attraverso un'interfaccia e impostando delle restrizioni sia generali sia basate per ogni utente, come la presenza o meno dell'utente "Administrator" nell'interfaccia all'avvio di Windows XP che permette di scegliere l'utente da caricare, o nel caso di un utente, il blocco dei programmi, la disattivazione del tema Luna, la disabilitazione del tasto destro del mouse, la disconnessione automatica dopo tot minuti, e tante altre funzioni per proteggere il computer da danni causati da un utente o tutelare la privacy di altre persone che lo utilizzano. Windows SteadyState è per ora disponibile per sistemi operativi Windows a 32 bit, e può essere scaricato ed installato solo se si ha una copia di Windows XP o Windows Vista originale. Non è compatibile con Windows 7 e 8.

## Cronologia delle versioni
- - Shared Computer Toolkit 1.0, distribuito nel 2005.
- - Windows SteadyState 2.0, distribuito nel giugno 2007, supporta Windows XP SP2 Home, Professional, e Tablet.
- - Windows SteadyState 2.5 Beta, distribuito nel novembre 2007, aggiunto il supporto per tutte le edizioni di Windows Vista.
- - Windows SteadyState 2.5, aggiunto il supporto per tutte le edizioni di Windows XP con il Service Pack 3 e per tutte le edizioni di Windows Vista con il Service Pack 1.